# Kleinblütige Deutzie
Die Kleinblütige Deutzie (Deutzia parviflora) ist ein reich verzweigter Strauch mit weißen, sternförmigen Blüten aus der Familie der Hortensiengewächse (Hydrangeaceae). Das natürliche Verbreitungsgebiet der Art liegt in China, Korea und im Osten Russlands. Sie wird manchmal als Zierstrauch gepflanzt.

## Beschreibung
Die Kleinblütige Deutzie ist ein bis zu 2 Meter hoher, reich verzweigter Strauch. Die Blüten tragenden Zweige sind 3 bis 8 Zentimeter lang, sternhaarig, und tragen vier bis sechs Laubblätter. Die Laubblätter haben einen 3 bis 8 Millimeter langen, graubraunen bis grauen Stiel. Die Blattspreite ist einfach, eiförmig-lanzettlich oder oval-eiförmig, 3 bis 6 selten bis 10 Zentimeter lang und 2 bis 4,5 Zentimeter breit, spitz oder lang zugespitzt, mit gerundeter oder breit keilförmiger Basis und fein gesägtem Blattrand. Die Blattoberseite ist mit fünf- selten sechsstrahligen Sternhaaren besetzt; die Unterseite ist mit sechs- bis zwölf-strahligen Sternhaaren besetzt, die Haare auf der Mittelader haben zusätzlich ein langes zentrales Härchen.
Die Blütenstände sind 2 bis 5 Zentimeter durchmessende, vielblütige Trugdolden mit einer zottig behaarten oder sternhaarigen Blütenstandsachse. Der Blütenstiel ist 2 bis 12 Millimeter lang. Der Blütenbecher ist kuppelförmig, bei einem Durchmesser von 3 Zentimetern etwa 3,5 Zentimeter lang und dicht mit Sternhaaren bedeckt. Die Kelchzipfel sind dreieckig, kürzer als der Blütenbecher, mit stumpfer Spitze. Die Kronblätter sind weiß, rundlich bis breit-eiförmig, 2,5 bis 7,5 Millimeter lang, auf beiden Seiten behaart, mit spitz zulaufender Basis und stumpfer Spitze. Die äußeren Staubblätter sind 4 bis 4,5 Millimeter lang, die inneren 3 bis 4 Millimeter. Die Staubfäden sind pfriemlich, die äußeren haben keine Zähne, die inneren zwei Zähne, die nicht bis zu den Staubbeuteln reichen. Die Staubbeutel sind gestielt und rundlich. Die drei Griffel sind kürzer als die Staubblätter. Die Kapselfrüchte sind halbkugelförmig und haben Durchmesser von 2 bis 3 Millimeter. Die Kleinblütige Deutzie blüht von April bis Juni, die Früchte reifen von Juli bis Oktober.

## Vorkommen und Standortansprüche
Das natürliche Verbreitungsgebiet liegt in der gemäßigten Zone Asiens in der Region Primorje in Russland, in den chinesischen Provinzen Gansu, Hebei, Heilongjiang, Henan, Hubei, Jilin, Liaoning, Shaanxi, Shanxi, in der Inneren Mongolei und auf der Koreanischen Halbinsel. Die Kleinblütige Deutzie wächst in Mischwäldern und Dickichten, auf Berghängen und in Tälern in 300 bis 1800 Metern Höhe auf mäßig trockenen bis frischen, schwach sauren bis alkalischen, sandig-lehmigen bis lehmigen, nährstoffreichen Böden an sonnigen bis lichtschattigen Standorten. Die Art ist wärmeliebend und meist frosthart.

## Systematik
Die Kleinblütige Deutzie (Deutzia parviflora) ist eine Art aus der Gattung der Deutzien (Deutzia). Sie wird in der Familie der Hortensiengewächse (Hydrangeaceae) der Unterfamilie Hydrangeoideae und der Tribus Philadelpheae zugeordnet. Die Art wurde 1833 von Alexander von Bunge erstmals wissenschaftlich beschrieben. Das Artepitheton parviflora kommt aus dem Lateinischen und bedeutet „kleinblütig“.
Es werden drei Varietäten unterschieden:
- Deutzia parviflora var. amurensis Regel: Die Sternhaare des Mittelnervs der Blattunterseite haben kein zentrales Härchen. Die Blütenstände haben wenige Blüten, die Staubfäden haben keine oder zwei Zähne. Die Varietät blüht im Juni, die Früchte reifen im September. Das Verbreitungsgebiet liegt in Mischwäldern, Dickichten und Berghängen in 300 bis 800 Metern Höhe in den chinesischen Provinzen Jilin und Liaoning.[6]
- Deutzia parviflora var. micrantha (Engler) Rehder: Die Sternhaare des Mittelnervs der Blattunterseite haben ein langes zentrales Härchen. Die Blütenstände sind vielblütig, die Kronblätter sind 2,5 bis 3,5 Millimeter lang und die Staubfäden haben keine Zähne. Die Varietät blüht im Juni, die Früchte reifen von Juli bis September. Das Verbreitungsgebiet liegt in Mischwäldern und Tälern in 1100 bis 1800 Metern Höhe in den chinesischen Provinzen Hebei, Henan, Shaanxi und Shanxi. Die Varietät wurde von Adolf Engler als eigen ArtDeutzia micrantha Engler als eigene Art beschrieben.[7]
- Deutzia parviflora var. parviflora: Die Sternhaare des Mittelnervs der Blattunterseite haben ein langes zentrales Härchen. Die Blütenstände sind vielblütig, die Kronblätter sind selten ab 3 meist 4 bis 7,5 Millimeter lang. Die Staubfäden haben keine oder die inneren auch zwei Zähne. Die Varietät blüht von April bis Juni, die Früchte reifen von August bis Oktober. Das Verbreitungsgebiet liegt in Mischwäldern, auf Berghängen und in Tälern in 1000 bis 1500 Metern Höhe in Russland, Korea und in den chinesischen Provinzen Gansu, Hebei, Henan, Hubei, Jilin, Liaoning, Shaanxi, Shanxi und in der Inneren Mongolei.[8]

## Verwendung
Die Kleinblütige Deutzie wird manchmal wegen ihrer Blüten als Zierstrauch verwendet.

## Nachweise